# Tapetum lucidum

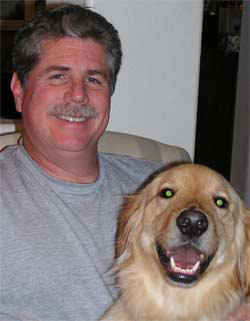
Hundar har ögon som kan skina i mörkret, medan människor inte har det.

Tapetum lucidum (latin: "ljus väv", plural tapeta lucida) är ett lager vävnad i ögat hos många ryggradsdjur. Det ligger direkt bakom näthinnan, och reflekterar synbart ljus genom näthinnan, vilkat ökar andelen ljus som är tillgängligt för ljusmottagarna och förbättrar djurets syn i situationer med dåligt ljus. Tapetum lucidum bidrar till förbättrat mörkerseende hos många djur. Många av dessa djur är nattaktiva – exempelvis köttätare som jagar sina byten under natten – medan andra är djuphavsdjur.